# Danail Milushev
Danail Milushev (Данаил Милушев) est un joueur bulgare de volley-ball né le 2 mars 1984 à Varna (Oblast de Varna). Il mesure 2,00 m et joue attaquant. Il totalise 32 sélections en équipe de Bulgarie.

## Clubs
| Club                      | Pays         | De        | À         |
| ------------------------- | ------------ | --------- | --------- |
| Lukoil Neftohimik Bourgas | Bulgarie     | 2002-2003 | 2004-2005 |
| Acanto Mantoue            | Italie       | 2005-2006 | 2005-2006 |
| AS Cannes                 | France       | 2006-2007 | 2006-2007 |
| Tours Volley-Ball         | France       | 2007-2008 | 2007-2008 |
| Halkbank Ankara           | Turquie      | 2008-2009 | 2008-2009 |
| Korean Air Jumbos         | Corée du Sud | 2009-2010 | 2009-2010 |
| BCC-NEP Castellana Grotte | Italie       | 2010-2011 | …         |

## Palmarès
- Coupe de France (1) :
  - Vainqueur : 2007